# Vârful Viștea Mare, Munții Făgăraș
Viștea Mare, Munții Făgăraș este un vârf muntos situat în Masivul Făgăraș, care are altitudinea de 2.527 metri. 
Viștea Mare este clasat al treilea între cele mai înalte vârfuri muntoase din România, după Moldoveanu, (2.544 m) și Negoiu, (2.535 m), ambele fiind situate în același masiv. 

## Accesibilitate
Vârful Viștea Mare reprezintă principala cale de acces către vârful Moldoveanu, dinspre traseul ce străbate întreaga creastă a Masivului Făgăraș de la vest la est, alcătuind împreună cu acesta o formațiune muntoasă asemănătoare unui cort sau unui trapez, care îi face extrem de identificabili din depărtare și din aproape orice unghi de privire. Grupării sau "Formației Moldoveanu-Viștea Mare” i se mai spune "Trapezul”, "Marele Trapez” sau "Acoperișul României".
Spre Viștea Mare se poate ajunge și dinspre localitatea Nucșoara, Argeș, parcurgând drumul forestier până la Stâna lui Burnei cu mașina. De la stană se urmează traseul indicat. 